# Lautaro Rinaldi
Lautaro Patricio Rinaldi (* 30. Dezember 1993 in Acassuso) ist ein argentinisch-italienischer Fußballspieler.

## Karriere
Rinaldi begann seine Karriere bei den Argentinos Juniors. Im April 2013 stand er erstmals im Profikader. Sein Debüt in der Primera B Nacional gab er dann im September 2014. Bis zum Ende der Saison 2014 kam er zu zehn Zweitligaeinsätzen, in denen er vier Tore erzielte. Zum Saisonende stieg er mit den Juniors in die Primera División auf. In der Saison 2015 absolvierte er 28 Partien in der höchsten Spielklasse und traf dabei siebenmal. In der Saison 2016 absolvierte er weitere acht Partien, ehe er im August 2016 nach Griechenland zu Panathinaikos Athen wechselte. In der griechischen Hauptstadt konnte sich der Stürmer jedoch nicht durchsetzen und kam nur zu acht torlosen Einsätzen in der Super League.
Zur Saison 2017/18 wechselte Rinaldi dann weiter nach Italien zum Zweitligisten Brescia Calcio. In Brescia setzte er sich aber ebenfalls nicht durch und kam in der Saison 2017/18 zu sechs Einsätzen in der Serie B. Nach der Saison 2017/18 verließ er Brescia wieder. Nach mehreren Monaten ohne Klub wechselte er im September 2018 nach Mexiko zum CD Veracruz, für den er jedoch nie zum Einsatz kommen sollte. Im Januar 2019 schloss er sich dann dem CD Universidad San Martín aus Peru an. Für San Martín kam er zu vier Einsätzen in der Primera División. Zur Saison 2019/20 kehrte er wieder nach Argentinien zurück, wo er sich dem Zweitligisten CA Temperley anschloss. Für Temperley kam er zu zehn Zweitligaeinsätzen, in denen er einmal traf.
Zur Saison 2020/21 wechselte er innerhalb des Landes zum Erstligisten CA Aldosivi. Für Aldosivi kam er bis zum Ende der COVID-bedingten Ersatzmeisterschaft Copa Maradona dreimal zum Einsatz. In der regulären Saison 2021 absolvierte er dann sechs Partien in der Primera División. Zu Beginn der Saison 2022 kam er dann gar nicht mehr zum Einsatz. Daraufhin unterschrieb er im Juni 2022 beim österreichischen Bundesligisten WSG Tirol. Für die WSG spielte er zwölfmal in der Bundesliga. Nach der Saison 2022/23 verließ er die WSG wieder.
Nach einem halben Jahr ohne Verein wechselte er im Februar 2024 nach Chile zum Zweitligisten Deportes La Serena.